# Muğdat Çelik
Muğdat Çelik (sinh ngày 3 tháng 1 năm 1990) là một cầu thủ bóng đá Thổ Nhĩ Kỳ thi đấu cho Akhisar Belediyespor.